# Erdmann Traugott Reichel

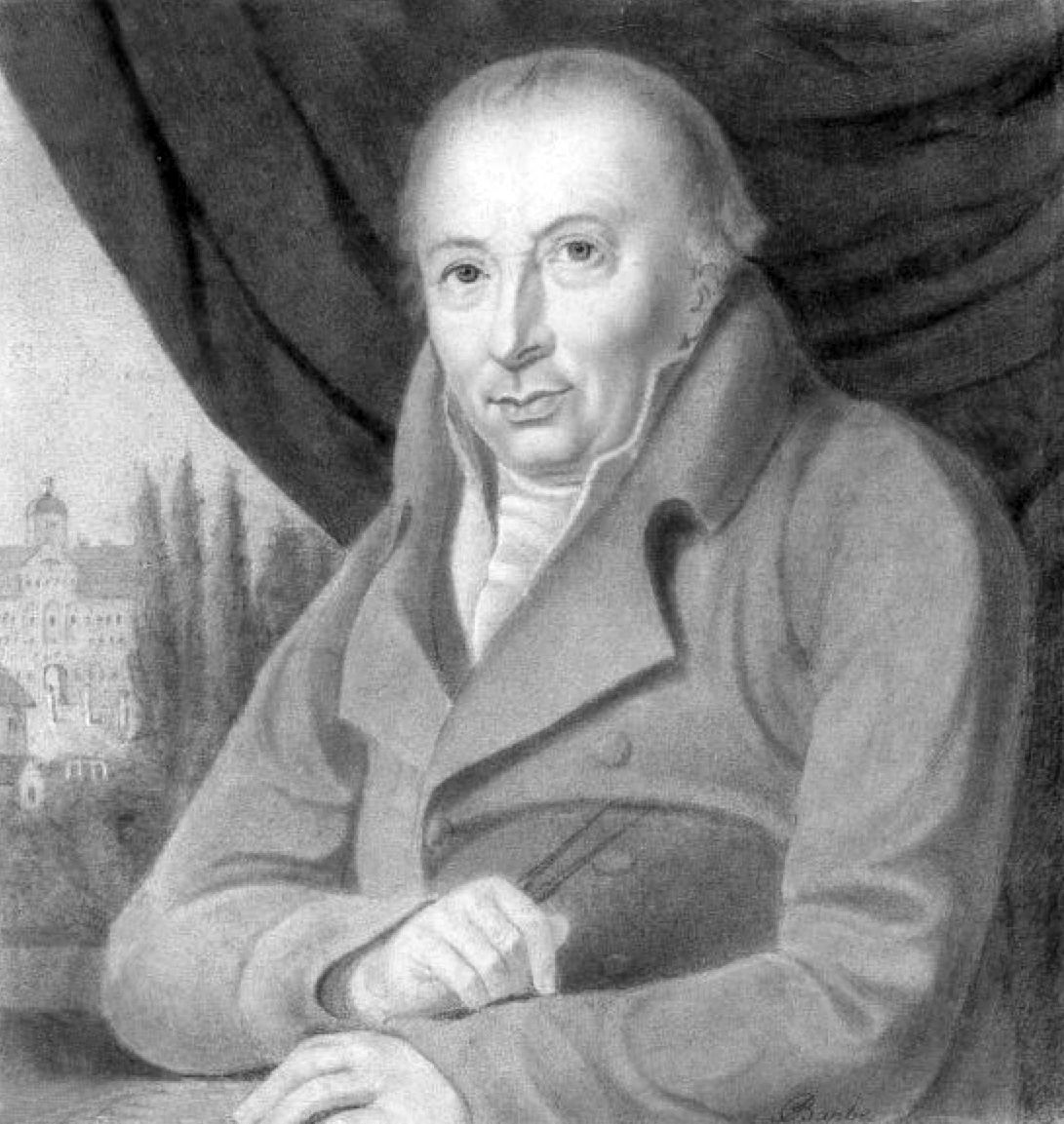
Erdmann Traugott Reichel
vor dem Reichelschen Garten

Erdmann Traugott Reichel (* 8. November 1748 in Kamenz; † 30. Mai 1832 in Leipzig) war ein Leipziger Kaufmann und der Besitzer von Reichels Garten.

## Leben
Erdmann Traugott Reichel war der Sohn eines Akziseinspektors in Kamenz und besuchte das dortige Lyzeum. 1763 ging er nach Dresden in eine Handelslehre. 1771 übersiedelte er nach Leipzig und arbeitete hier in der Handlungsfirma Schröter & Schmidt. 1775 wurde er Compagnon der nun Schmidt & Reichel genannten Firma. Später leitete er das Haus, das nun unter dem Namen Reichel & Richter firmierte. Das Handelsgut waren Schnitt- und Modewaren.
1776 leistete er seinen Bürgereid, 1780 erhielt er das städtische Kramerrecht. Im gleichen Jahr heiratete er Christiane Sophie Müller von Berneck, Nachfahrin des Bergherren Hieronymus Müller von Berneck, die nach der Totgeburt des zweiten gemeinsamen Kindes 1782 verstarb. 1785 vermählte er sich mit Johanna Friederike Seifert, aus dieser Ehe gingen fünf Kinder hervor.
1787 kaufte Reichel den am Westrand der Stadt gelegenen Apelschen Garten, der nach einigen Besitzerwechseln seine barocke Pracht eingebüßt hatte. Reichel war auch nicht an der Schönheit des Gartens gelegen, sondern er sah vielmehr die günstige Lage von Bauland für die sich erweiternde Stadt und den damit verbundenen Verdienst.

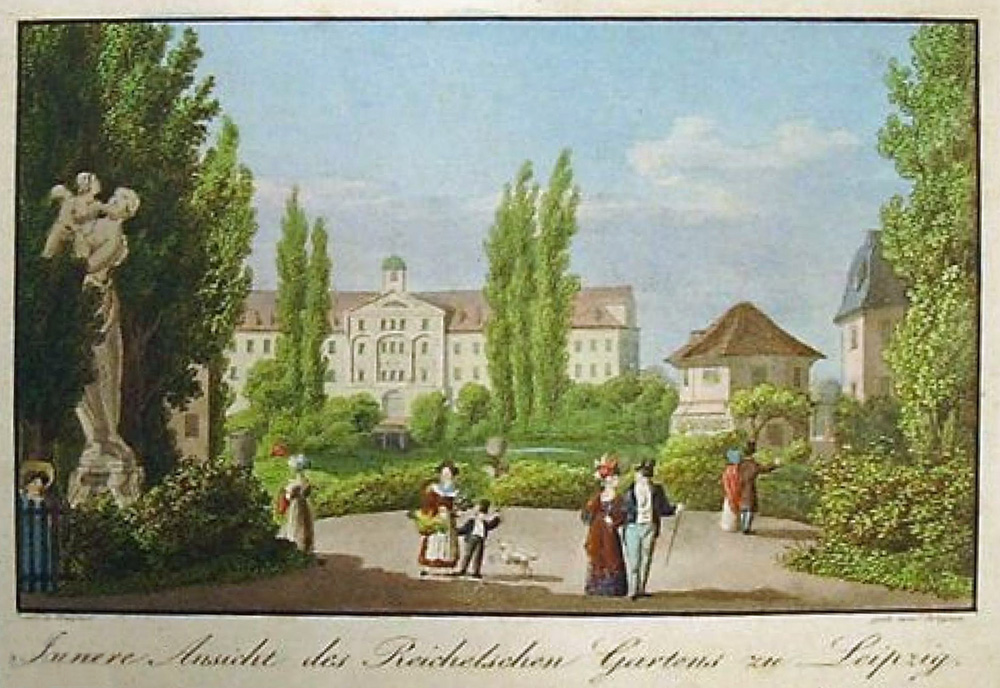
Reichels Garten mit dem Mittelhaus

Unter ihm erfolgten zahlreiche Umbauten des Gartens. Als Erstes ließ er die stadtseitig vom Pleißemühlgraben gelegenen ehemaligen Apelschen Manufakturgebäude abreißen und errichtete stattdessen ein langes dreistöckiges Wohngebäude mit 41 Fensterachsen und drei nach dem Garten gerichteten Seitenflügeln, durch dessen nördlichen Teil der Zugang zum Garten erfolgte. Hier ließ er in der Gartenmitte quer zur Gartenhauptachse ein weiteres großes Wohngebäude, das Mittelhaus, errichten, durch dessen Mitte der ehemalige Hauptweg zu den dahinter liegenden Kolonnaden führte. Zudem legte er mehrere Teiche auf dem Areal still. Während zum Zeitpunkt des Gartenkaufs 14 Personen auf dem Gelände lebten, waren es zu Reichels Ableben bereits 600. Weiteren Gewinn warfen Obstplantagen, das Verpachten von Teilen des Gartens in über 100 kleinere Parzellen und das Badehaus Petersbrunnen ab.
Eine Bautätigkeit in noch größerem Stil und weit über das Gartengelände hinaus entfaltete später Reichels Enkel Carl Heine (1818–1888), der Sohn von Reichels ältester Tochter Dorothea (1781–1857).
Reichel war Mitglied der Leipziger Ökonomischen Sozietät und der Altenburgischen Pomologischen Gesellschaft Leipzig.